# 嘉義縣立梅嶺美術館
嘉義縣立梅嶺美術館（簡稱梅嶺美術館）是一座位於臺灣嘉義縣的美術館，成立於1995年，為嘉義縣公立美術館，隸屬於嘉義縣文化觀光局。